# アンフィニッシュ・ライフ (2005年の映画)
『アンフィニッシュ・ライフ』（An Unfinished Life）は、2005年公開のアメリカ映画。制作は2003年であったが、ハルストレム監督と制作者側の間に問題が生じ、公開が2年遅れた。

## ストーリー
ジーンは恋人ゲイリーの暴力に耐え切れず、11歳の一人娘グリフを連れて家を出る。ゲイリーの追跡を逃れてたどり着いたのはワイオミング州の小さな村。そこにはグリフの父であり今は亡きグリフィンの老父アイナーが、怪我で体の不自由な親友ミッチとともに暮らす牧場があるからだ。しかし、ジーンと義父アイナーは不仲で、グリフィンの葬儀以来ずっと会っていなかった。グリフィンはグリフがジーンのお腹にいるときに自動車事故で亡くなっており、アイナーはそれがジーンのせいだとしてジーンを許していなかった。1ヶ月だけという約束でジーンとグリフはアイナーの牧場で暮らす許しを得る。
平和な村に大熊が出現する。この熊は1年前、アイナーの牛を襲っているところをミッチに見つかり、ミッチに瀕死の重傷を負わせた凶暴な熊だった。熊は捕獲されたが、ミッチはアイナーに「俺の熊」の様子を見てきてほしいと頼む。

## キャスト
※括弧内は日本語吹替
- ジーン・ギルキソン - ジェニファー・ロペス（田中敦子）
- アイナー・ギルキソン - ロバート・レッドフォード（菅生隆之）
- ミッチ・ブラッドリー - モーガン・フリーマン（池田勝）
- クレイン・カーティス保安官 - ジョシュ・ルーカス（咲野俊介）
- ゲイリー・ウィンストン - ダミアン・ルイス
- グリフ・ギルキソン - ベッカ・ガードナー
- ニーナ - カムリン・マンハイム
- キティ - リンダ・ボイド